# Акрофобия

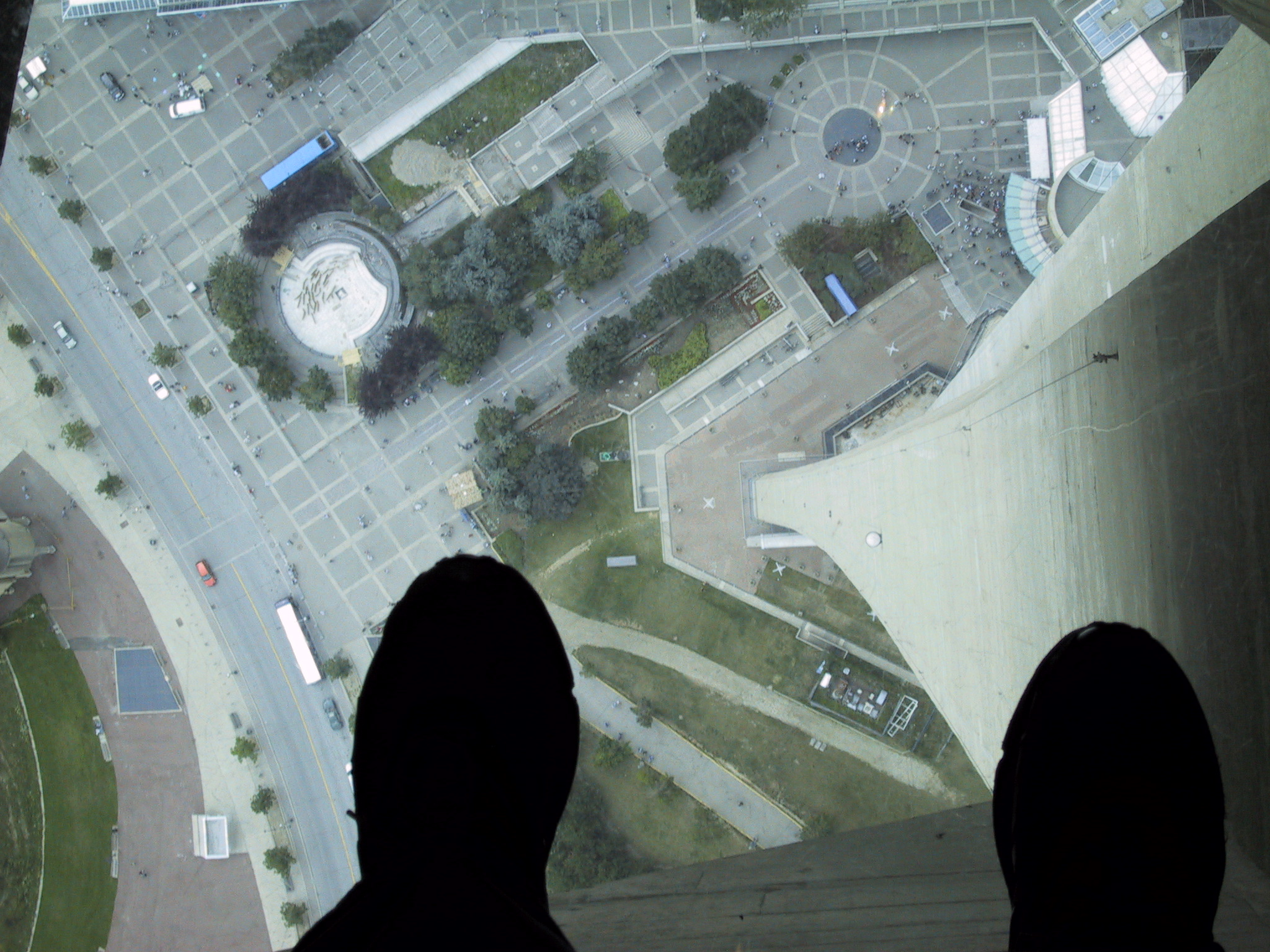
Вид через стеклянный пол башни Си-Эн Тауэр в Торонто

Акрофо́бия — навязчивый страх высоты. Название происходит от др.-греч. ἄκρος («верхний») и φόβος («страх»).
При нахождении на высоте у страдающего акрофобией наблюдается тошнота и головокружение.
Головокружение на большой высоте является нормальной физиологической реакцией. У акрофобов оно развивается в фобию, когда возникает страх даже небольшой высоты и при отсутствии риска падения.
Акрофобия относится к категории фобий, которые связаны с дискомфортом пространства и движения. Она имеет общие с этой категорией методы лечения.
На большой высоте люди, страдающие акрофобией, могут испытать паническую атаку и оказаться неспособными спуститься вниз самостоятельно. В среднем от двух до пяти процентов людей страдают акрофобией, среди них женщин, как правило, в два раза больше, чем мужчин.
Страх перед высотой обусловлен страхом упасть с этой высоты, связанный с фиксацией определённого эпизода или психологического опыта. Зачастую человек с акрофобией, оказавшийся на большой высоте с открытым видом, начинает хвататься за всё, что обуславливается защитной реакцией организма, для избежания падения.
Некоторые методы лечения, связанные с десенсибилизацией, приводят к улучшению симптоматики в краткосрочной перспективе, однако в более долгосрочной перспективе подобные достижения практически отсутствуют.

## Акрофобия в искусстве
- «Головокружение» (англ. Vertigo) — один из классических фильмов Альфреда Хичкока.
- «Головокружение» (англ. Vertige) — американский фильм ужасов 2009 года.
- «Боязнь высоты» (англ. Don't Look Down) — американский психологический триллер 1998 года.
- «Страх высоты» (англ. High Anxiety) — фильм-пародия Мела Брукса 1977 года.
- «Вышка» — американский триллер, фильм-выживание 2022 г.